# NGC 6165
NGC 6165 – południowo-wschodni płat mgławicy emisyjnej znajdującej się w konstelacji Węgielnicy w odległości około 4200 lat świetlnych od Ziemi. Dwa najjaśniejsze płaty mgławicy odkrył 1 lipca 1834 roku John Herschel, a John Dreyer skatalogował je w swoim New General Catalogue jako NGC 6164 i NGC 6165.
Mgławica ta powstała dzięki gwieździe typu widmowego O około 40 razy bardziej masywnej od Słońca, której wiek wynosi zaledwie 3-4 miliony lat. Oznaczenie katalogowe tej gwiazdy to HD 148937, a jej jasność to 6,71m.